# 横内三旺
横内 三旺（よこうち さんおう、2006年7月23日 - ）は、日本の男性総合格闘家。山梨県甲府市出身。Four Rhombus所属。RIZIN甲子園2024優勝。

## 来歴
喧嘩っ早い性格から親に勧められ、9歳から16歳まで柔道を経験。
関東から全国まで多数の大会に出場し、山梨県優勝、東日本3位、神奈川3位等の実績を持つ。
16歳の時に学校を退学し、以前より好きだった総合格闘技を始める。
現在は通信制の高校に通いながら練習に没頭。
アマチュアで経験を重ね、柔道ベースの組み技・寝技の強さを発揮し16勝3敗1分うち6勝は一本勝利。

### RIZIN
2024年12月31日、RIZIN.49のRIZIN甲子園2024決勝戦で斉藤健心と対戦し、1Rリアネイキッドチョークで一本勝ちを収め、優勝。
2025年3月30日、プロデビュー戦となるRIZIN.50で元DEEPバンタム級王者、元フェザー級キング・オブ・パンクラシストの前田吉朗と対戦。3Rにリアネイキッドチョークで一本負けを喫した。

## 戦績

### プロ総合格闘技
| 総合格闘技 戦績 | 総合格闘技 戦績 | 総合格闘技 戦績 | 総合格闘技 戦績 | 総合格闘技 戦績 | 総合格闘技 戦績 | 総合格闘技 戦績 |
| --------------- | --------------- | --------------- | --------------- | --------------- | --------------- | --------------- |
| 1 試合          | (T)KO           | 一本            | 判定            | その他          | 引き分け        | 無効試合        |
| 0 勝            | 0               | 0               | 0               | 0               | 0               | 0               |
| 1 敗            | 0               | 1               | 0               | 0               | 0               | 0               |

| 勝敗 | 対戦相手 | 試合結果                       | 大会名                           | 開催年月日    |
|      | 松井優磨 | 試合前                         | DEEP TOKYO IMPACT 2025 4th ROUND | 2025年9月7日  |
| ×    | 前田吉朗 | 3R 2:55 リアネイキッドチョーク | RIZIN.50                         | 2025年3月30日 |

### アマチュア総合格闘技
| 勝敗 | 対戦相手 | 試合結果                       | 大会名                                                            | 開催年月日     |
| ○    | 斉藤健心 | 1R 3:03 リアネイキッドチョーク | RIZIN.49 【RIZIN甲子園バンタム級トーナメント決勝】                | 2024年12月31日 |
| ×    | 斎藤璃貴 | 1R 3:39 リアネイキッドチョーク | DEEP FUTURE KING TOURNAMENT 2023 【バンタム級トーナメント決勝】   | 2024年4月13日  |
| ○    | 高木恭平 | 1R 腕ひしぎ十字固め            | DEEP FUTURE KING TOURNAMENT 2023 【バンタム級トーナメント準決勝】 | 2024年4月13日  |
| ×    | 鈴木大晟 | 1R 2:49 KO（右フック）         | DEEP 116 IMPACT                                                   | 2023年11月11日 |

## 獲得タイトル
- DEEPフューチャーキングトーナメント バンタム級 準優勝（2024年）
- RIZIN甲子園2024 バンタム級 優勝（2024年）